# Neotenija
Neotenijom (grčki: teinein napeti, istezati) se u zoologiji naziva nastupanje spolne zrelosti u stadiju larve bez dovršenog procesa metamorfoze, na primjer u redu repaša.
Pojam je u zoologiju uveo Julius Kollmann proučavajući zastoj u razvoju punoglavaca.

## Neotenija kod životinja
Najpoznatiji primjer neotenije je aksolotl, Ambystoma mexicanum, iz reda repaša. Ova vrsta spolno sazrijeva u kasnom larvenom stadiju, kad već ima razvijene noge ali još ima čuperke škrga. Fiziološki je neotenija izazvana nedovoljnim djelovanjem štitne žlijezde koja može biti izazvana genetički uvjetovanom nedovoljnom količinom lučenja hormona sazrijevanja, ali i značajnim manjkom mineralnog joda u vodi. Ako se aksolotla hrani uz dodatak potrebnih hormona, sazrijeva do odrasle životinje i izlazi na kopno poput svojih srodnika tigrastih daždevnjaka.
Neotenija se pojavljuje kod različitih porodica iz reda repaša, no izraženost ove pojave je različita. U planinskim vodotocima siromašnim jodom povremeno dolazi do zadržavanja trajnog larvenog oblika vodenjaka i daždevnjaka, ali ih se uz dodavanje hormona štitne žlijezde može potači na dovršetak metamorfoze. Ovaj fenomen se ne događa samo kod europskih vrsta, nego i kod nekih američkih, u koje spada i aksolotl.
Suprotno tome, neke druge vrste su, neovisno o sadržaju joda u vodi trajno prešle na način života u larvenom obliku. Njih se niti uz dodavanje joda niti hormona štitnjače ne može potaći na preobrazbu prelaska u oblik prilagođen životu izvan vode. Tipičan primjer ovog fenomena su europske blijede čovječje ribice.
Neotenija se javlja i kod nekih kukaca, na primjer kod moljaca i kornjaša.
Kod sisavaca se govori o neoteniji kad oni u procesu domesticiranja zadrže mladenačke osobine kao što su kratke njuške, specifičnu boju krzna ili obješene, klopave uši. Više suvremenih grupa istraživača su vrlo detaljno opisali neotenske osobine kod sisavaca.

## Neotenija u botanici
Neotenija znači, da se mladenačke strukture mogu trajno zadržati. Tako se neke trave mogu smatrati fiksiranim mladenačkim strukturama drvenastih biljki.